# Гжиби-Ожепи
Гжиби-Ожепи (пол. Grzyby-Orzepy) — село в Польщі, у гміні Сім'ятичі Сім'ятицького повіту Підляського воєводства.
Населення — 48 осіб (2011).
У 1975-1998 роках село належало до Білостоцького воєводства.

## Демографія
Демографічна структура станом на 31 березня 2011 року:
|          | Загалом | Допрацездатний вік | Працездатний вік | Постпрацездатний вік |
| -------- | ------- | ------------------ | ---------------- | -------------------- |
| Чоловіки | 27      | 4                  | 20               | 3                    |
| Жінки    | 21      | 2                  | 12               | 7                    |
| Разом    | 48      | 6                  | 32               | 10                   |